# Ješča vešča
Ješča vešča je novomeška glasbena skupina, ki je bila ustanovljena leta 2015.
Repertoar Ješče vešče obsega skladbe različnih glasbenih zvrsti, zlasti pa ciganski swing, jazz standarde, country, klezmer. Skupina ustvarja tudi avtorske skladbe, v katerih se prepletajo omenjene glasbene zvrsti s skupnim imenovalcem "etno swing".

## Zasedba
Skupino Ješča vešča sestavljajo pevka in violinistka Ana Markelj Karlič, pevec Boštjan Colarič, ritem kitarist Primož Markelj in bas kitarist Andrej Karlič. 
Ješči vešči se je 2016 pridružil tolkalist Dušan Grgič. Zaradi daljše odsotnosti ga je konec leta 2018 zamenjal Sandi Masnik. Junija 2019 je zaradi obveznosti tudi Sandi Masnik odložil cajon. Ješča vešča nadaljuje pot brez tolkalista.

## Diskografija
Studijski album:
- Na poti (2018)